# Йопек, Анна Мария
Анна Мария Йопек (пол. Anna Maria Jopek; род. 14 декабря 1970, Варшава) — польская певица, музыкант и продюсер.

## Творческая биография
«Полминуты прекрасной музыки Анны Марии были лучшей музыкой, услышанной мною за несколько лет. Она — удивительна, она — необычна, она — редкостный музыкант. Она уникальна, своеобразна и отлична от всех. Она не имеет себе равных, Анна Мария сверкает в своих работах, как бриллиант!» Пэт Мэтини (Pat Metheny), 15-кратный призер Grammy.

Анна Мария Йопек окончила Варшавскую академию музыки им. Ф. Шопена в 1994 году по классу фортепиано. Изучала джаз в Manhattan School of Music в Нью-Йорке. В 1997 году с песней "Ale Jestem" представляла Польшу на Конкурсе песни «Евровидение» в Дублине, в 1999 году была выбрана для представления польской музыки на Олимпийской конференции в Сеуле, в 2005 году записала альбом Upojenie вместе с джазовым гитаристом, 20-кратным призёром "Грэмми" Пэтом Мэтини. Её творчество удостоено многочисленных наград, в том числе личного приза Мишеля Леграна в Витебске в 1994 году, а также множества премий в Польше, включая золотые и платиновые альбомы.

## Личная жизнь
Анна Мария Йопек замужем за музыкальным журналистом и фотографом Мартином Кыдрыньским; имеет двух сыновей, Франтишека (род. 1998) и Станислава (род. 2000).

## Дискография
- Ale jestem (1997)
- Szeptem (1998)
- Jasnosłyszenie (1999)
- Dzisiaj z Betleyem (1999)
- Bosa (2000)
- Barefoot (international edition of Bosa) (2002)
- Nienasycenie (2002)
- Upojenie (feat. Pat Metheny) (2002)
- Farat (Концертный альбом) (2003)
- Secret (2005)
- Niebo (2005)
- ID (2007)
- BMW Jazz Club Volume 1: Jo & Co (live) (2008)
- Sobremesa (2011)
- Polanna (2011)
- Haiku (2011)
- Minione (2017)
- Czas kobiety (2017)
- Ulotne (2018)